# 9913 Гумпердінк
9913 Гумпердінк (9913 Humperdinck) — астероїд головного поясу, відкритий 16 жовтня 1977 року.
Тіссеранів параметр щодо Юпітера — 3,582.